# Tragédie d'une trajectoire
Albums de Casey
Hostile au stylo
(2006)
Tragédie d'une trajectoire est le premier album de la rappeuse française Casey, sorti le 27 novembre 2006. Il parachève ainsi une année très occupée musicalement pour Casey : son maxi Ennemi de l'Ordre et un street-CD Hostile au stylo étaient tous deux déjà sortis en 2006.
L'album s'est vendu à 7000 exemplaires

## Liste des titres
1. Tragédie d'une trajectoire (Casey / Héry) - 4:51
2. Pas à vendre (Casey / Héry) - 4:21
3. Qui sont-ils ? (Casey / Laloo) - 4:13
4. Chez moi (Casey / Laloo) - 4:56
5. Une lame dans ma veste (Casey - B. James / Laloo) - 3:46
6. Suis ma plume (Casey / Soul G) - 3:25
7. Mourir con (Casey / Laloo) - 4:37
8. Ma haine (Casey - B. James - Prodige / Héry) - 5:34
9. Banlieue Nord (Casey / Héry) - 4:28
10. On ne présente plus la famille (Casey - Ekoué / Laloo) - 4:53
11. Je lutte (Casey / Héry) - 4:44
12. Quand les banlieusards sortent (Casey / Stofkry) - 4:41